# Denis Walerjewitsch Gratschow

Denis Walerjewitsch Gratschow

Denis Walerjewitsch Gratschow (russisch Денис Валерьевич Грачёв, englische Transkription Denis Grachev; * 18. Januar 1992) ist ein russischer Badmintonspieler.

## Karriere
Denis Gratschow spielte 2011 und 2012 in der höchsten russischen Liga, der Superliga, für den Klub Primorje Wladiwostok. Bei den russischen nationalen Titelkämpfen 2011 belegte er in allen drei möglichen Disziplinen Rang fünf. Ein Jahr später wiederholte er diese Platzierung im Herreneinzel und im Herrendoppel. Außerhalb seiner Heimat startete er unter anderem bei den Cyprus International 2009, den Kharkiv International 2009, den Macau Open 2010, den Cyprus International 2010, den Hungarian International 2010, den Turkey International 2010, der Korea Open Super Series 2010, den Croatian International 2011, den Kharkiv International 2011 und den Swiss International 2011. 2012 qualifizierte er sich mit seinem Nationalteam für die Endrunde des Thomas Cups und schied dort im Viertelfinale aus.